# Primera Batalla de Masaya
La Primera Batalla de Masaya fue una batalla ocurrida del 11 al 13 de octubre de 1856, en Masaya, Nicaragua, entre el Ejército Aliado Centroamericano y los filibusteros del aventurero estadounidense William Walker. Formó parte de los esfuerzos de Walker para desalojar al Ejército Aliado Centroamericano de sus fortificaciones en Masaya, que se encontraba a un día de marcha de su capital Granada. Después de hacer avances significativos, el ejército de Walker se vio obligado a retirarse hacia Granada tras recibir un aviso de que esa ciudad estaba bajo ataque nicaragüense.

## Contexto
Tras la derrota de los filibusteros en la batalla de San Jacinto el 14 de septiembre de 1856, por una columna del Ejército del Septentrión al mando del coronel José Dolores Estrada Vado, el recién creado Ejército Aliado Centroamericano comenzó a tomar la iniciativa contra los hombres de Walker. El 7 de noviembre, las tropas costarricenses al mando de José María Cañas capturarían la ciudad costera clave de San Juan del Sur. Sintiendo la presión, Walker buscaba obtener una victoria decisiva sobre la fuerza aliada centroamericana. El ejército aliado había estado estacionado en la recién capturada Managua hasta el 24 de septiembre, cuando recibieron la noticia de la victoria en San Jacinto el día 14.
Al enterarse de esto, el general salvadoreño Ramón Belloso, el jefe del ejército aliado, decidió perseguir al ejército de Walker, que había sido visto por última vez cerca de la ciudad de Masaya. El 2 de octubre, los aliados ocuparon Masaya sin resistencia, al darse cuenta de que Walker y sus hombres ya habían huido a su cuartel en Granada. Irónicamente, Walker había dejado todas sus fortificaciones en Masaya intactas y abiertas para el uso de los centroamericanos. Pasó más de una semana antes de que intentara retomar Masaya, dando tiempo al ejército aliado para recuperarse de su larga marcha. Cuando el ejército de Walker finalmente comenzó su marcha hacia Masaya desde Granada el 11 de octubre, solo contaba con 800 hombres, menor en tamaño al ejército aliado recientemente reforzado, de 2.300 hombres.
A medida que se acercaba la fuerza de Walker, estallaron disputas en las filas del ejército centroamericano multinacional, lo que resultó en la salida de 1,000 hombres guatemaltecos, al mando del general José Víctor Zavala, del ejército principal al mando de Belloso. Desconcertado, Belloso se aseguró de que la parte leal de su todavía numeroso ejército permaneciera imperturbable ante cualquier discusión menor, restaurando la armonía antes de la llegada de Walker.

## La batalla
Habiendo comenzado su marcha por la mañana, los 800 hombres al mando de Walker llegaron a Masaya cuando la oscuridad comenzaba a caer el 11 de octubre. Tomando instantáneamente la iniciativa, Walker atacó, tomando la pequeña plaza de San Sebastián. El fuego esporádico continuó durante toda la noche, y al amanecer del día 12, los filibusteros, usando dos obuses al mando de un tal capitán Schwartz, habían empujado a los defensores de la ciudad hasta la plaza principal. Ubicada en casas de adobe que rodeaban la plaza, la pequeña tropa de hombres de Walker encontró imposible tomar la plaza en sí a pesar de tener a los centroamericanos aliados en la retaguardia, y se llevaron a cabo combates inconclusos durante el resto del día y hasta la noche.
Esa medianoche, llegó un correo de Granada con la impactante noticia de que la fuerza guatemalteca al mando de Zavala, que antes se había separado del ejército de Belloso, ahora comenzaba a acercarse a Granada, la capital de Walker. Defendida por tan solo 250 hombres, Walker sabía que el rescate de su vulnerable capital tendría que tener prioridad sobre el enfrentamiento actual en Masaya, y por lo tanto ordenó que se levantara el asedio de la plaza. Temprano en la mañana del día 13, Walker y su fuerza se retiraron hacia el sureste, poniendo fin a la batalla.

## Consecuencias
El regreso veloz de Walker a Granada después del fracaso de Masaya conmocionó a los guatemaltecos que habían tomado la ciudad tan recientemente, y Walker rápidamente retomó su capital, con sus hombres disparando brutalmente a los soldados indefensos de la fuerza de Zavala como un acto de venganza en respuesta a su toma inicial de la capital filibustero. En Masaya y Granada, Walker perdió 109-110 hombres, y las pérdidas de los aliados eran igualmente cuantiosas. Si se le negaba la oportunidad de repeler una gran fuerza centroamericana desde tan cerca de su capital, Walker pronto volvería a intentar retomar Masaya en noviembre, solo para fracasar nuevamente.